# Mikhlaf
Mikhlāf (in arabo مخلاف‎?, plurale makhālīf: in arabo مخاليف‎?) era una divisione amministrativa nell'antico Yemen. Secondo lo storico Al-Ya'qubi  esistevano ottantaquattro makhālīf nell'antico Yemen. Il capo del mikhlāf era il qīl (in arabo قيل‎?, plurale aqīāl: in arabo أقيال‎?).

## Descrizione
I makhālīf erano piccoli stati parzialmente indipendenti, sotto la giurisdizione del regno di Saba e Dhu Raydan. Nel II secolo d.C. il sovrano Shamir Yuhari'sh II estese il regno di Saba e Dhu Raydan fino al regno di Hadramawt e al regno di Yamnat. Dopo queste annessioni i re successivi a Shamir Yuhari'sh II assunsero il titolo di "Re di Saba, Dhu Raydan, Hadrmawt e Yamant". Questi venivano anche denominati come i re Tubba, fondatori del secondo Regno Himyar. Nel V secolo d.C. il re Tubba AbuKarib As'ad assunse il titolo di "Re di Saba, Dhu Raydan, Hadramawt, Yamnat e i suoi arabi, a Tawdum (l'altopiano) e Tihamah ". Il sistema di mikhlāf si estese in queste aree essendo essenziale per la stabilità del regno.

## Elenco dei mikhlāf
Questo elenco è presente nel Kitab al-Buldan di al-Ya'qubi e, con alcune differenze, nel suo Ta'rikh ibn Wadih. Nessuno degli elenchi contiene tuttavia ottantaquattro nominativi, essendo probabilmente parziali.
1. al-Yahsibayn
2. Yakla
3. Dhimar
4. Tamu’
5. Tyan
6. Tamam
7. Hamal
8. Qudam
9. Khaywan
10. Sinhan
11. Rayhan
12. Jurash
13. Sa'da
14. al-Akhruj
15. Majnah
16. Haraz
17. Hawzan
18. Qufa'a
19. al-Wazira
20. al-Hujr
21. al-Ma'afir
22. 'Ayan
23. al-Shawafi
24. Jublan
25. Wasab
26. al-Sakun
27. Shar'ab
28. al-Janad
29. Maswar
30. al-Thujja
31. al-Mazra'
32. Hayran
33. Ma’rib
34. Hadhur
35. 'Ulqan
36. Rayshan
37. Jayshan
38. Nihm
39. Baysh
40. Dankan
41. Qanawna
42. Yaba
43. Zanlf
44. al-'Ursh di Jazan
45. al-Khasuf
46. al-Sa'id
47. Balha
48. al-Mahjam
49. al-Kadra’
50. al-Ma'qir
51. Zabid
52. Rima'
53. al-Rakb
54. Bani Majid
55. Lahj
56. Abyan
57. Bayn al-Wadiyayn
58. Alhan
59. Hadramawt
60. Muqra
61. Hays
62. Harad
63. al-Haqlayn
64. 'Ans
65. Bani Amir
66. Ma’dhin
67. Humlan
68. Dhl Jura
69. Khawlan
70. al-Sarw
71. al-Dathina
72. Kubayba
73. Tabala